# ボンゴヴィル
ボンゴヴィル（Bongoville）は、ガボンの都市。人口は2,633人（2013年国勢調査）。ガボン南東部、オートオゴウェ州に属し、州都フランスヴィルの東31kmの地点に位置する。かつてはレワイ（Lewai）という名だったが、この街出身のガボン前大統領オマール・ボンゴによって、1969年に現在の市名に改称された。バテケ高原の西に位置し、大きなスタジアムがある。オマールの息子である現大統領アリー・ボンゴ・オンディンバはこのボンゴヴィルから選出されている。